# برلمان إستونيا
البرلمان الإستوني Riigikogu (تُنطق باللغة الإستونية: [ˈriːɡikouu]؛ من كلمة riigi- أي الدولة ، وكلمة kogu، وتعني البرلمان) هو مجلس ذو غرفة واحدة في دولة إستونيا. يمر من خلاله جميع الأمور الهامة المتعلقة بالدولة، بالإضافة إلى الموافقة على التشريعات ، يعين البرلمان المسؤولين رفيعي المستوى، بما في ذلك رئيس الوزراء ورئيس قضاة المحكمة العليا، وينتخب (إما وحده أو ، إذا لزم الأمر ، جنبا إلى جنب مع ممثلي الحكومة المحلية داخل هيئة انتخابية أوسع) رئيس إستونيا. كما يُصدق البرلمان على المعاهدات الأجنبية الهامة التي تفرض التزامات عسكرية، وتُحدث تغييرات في القانون ، وما إلى ذلك.؛ كذلك يوافق على الميزانية المقدمة من الحكومة ويُراقب السلطة التنفيذية.

## التاريخ

### الانتخابات المبكرة
تُعد الجلسة الافتتاحية للجمعية التأسيسية الإستونية يوم 23 أبريل 1919 هي بداية البرلمان الإستوني. وجرت أول انتخابات للمجلس النيابي في عام 1920. كان هناك خمس انتخابات أخرى للبرلمان في الفترة من عام 1920 إلى عام 1938، ولكن العديد منها كان على أساس دساتير مختلفة.
في برلمان 1920-1923 كانت الانتخابات بنظام القائمة المغلقة، بينما من 1926 إلى 1934 كان هناك خيار اختياري للقائمة المفتوحة. وكان أساس الانتخابات حتى عام 1932 هو التمثيل النسبي. كانت الانتخابات تجري على أساس إقليمي ، دون أي عتبة في أول مرتين، ولكن منذ عام 1926 أُقرت عتبة معتدلة (2٪).

### التقسيم
في الفترة من 1938 إلى 1940 جرى تقسيم الجمعية الوطنية إلى غرفتين: مجلس النواب (Riigivolikogu) والمجلس الوطني (Riiginõukogu).
وحل محله مجلس السوفيت الأعلى للجمهورية الإستونية الاشتراكية السوفيتية في الفترة من 25 أغسطس 1940 حتى 1990، ثم المجلس الأعلى لجمهورية إستونيا من 8 مايو 1990 حتى 5 أكتوبر 1992.

### قلعة Toompea
منذ عام 1922 ، عقدت جلسات Riigikogu في قلعة Toompea، حيث جرى بناء مبنى جديد بأسلوب تعبيري غير عادي في فناء القلعة التي تعود إلى القرون الوسطى في 1920-1922. جرى حل البرلمان خلال الفترات اللاحقة من الاحتلال السوفيتي (1940-1941)، ثم الاحتلال الألماني (1941-1944)، ثم الاحتلال السوفيتي الثاني (1944-1991). كانت القلعة -مبنى البرلمان- تُستخدم من قِبل مجلس السوفيت الأعلى لجمهورية إستونيا الاشتراكية السوفيتية خلال الاحتلال السوفيتي.

### الاستقلال عن الاتحاد السوفيتي
في سبتمبر 1992 ، بعد عام من استعادة إستونيا استقلالها عن الاتحاد السوفيتي جرت الانتخابات للمجلس النيابي وفقا لدستور إستونيا الذي اعتُمد في صيف نفس العام. بحسب دستور عام 1992 ، يتكون المجلس النيابي من 101 عضوا. جرى انتخاب البرلمان الحالي في 3 مارس 2019. هناك اختلافات بين هذا النظام والتمثيل السياسي المطلق، أو التمثيل النسبي، حيث يعتمد هذا النظام على عتبة انتخابية قدرها 5٪، إضافة إلى تعديل طريقة هوندت حيث يُرفع المقسوم إلى الأُس 0.9).

## التوزيع الحالي للمقاعد
- حزب الإصلاح 34
  - زعيم الحزب: كاجا كالاس
- حزب الوسط 25
  - زعيم حزب: يوري راتاس
- حزب الشعب المحافظ في إستونيا 19
  - زعيم الحزب: مارتن هيلمي
- برو باتريا 12
  - زعيم الحزب: Helir-Valdor Seeder

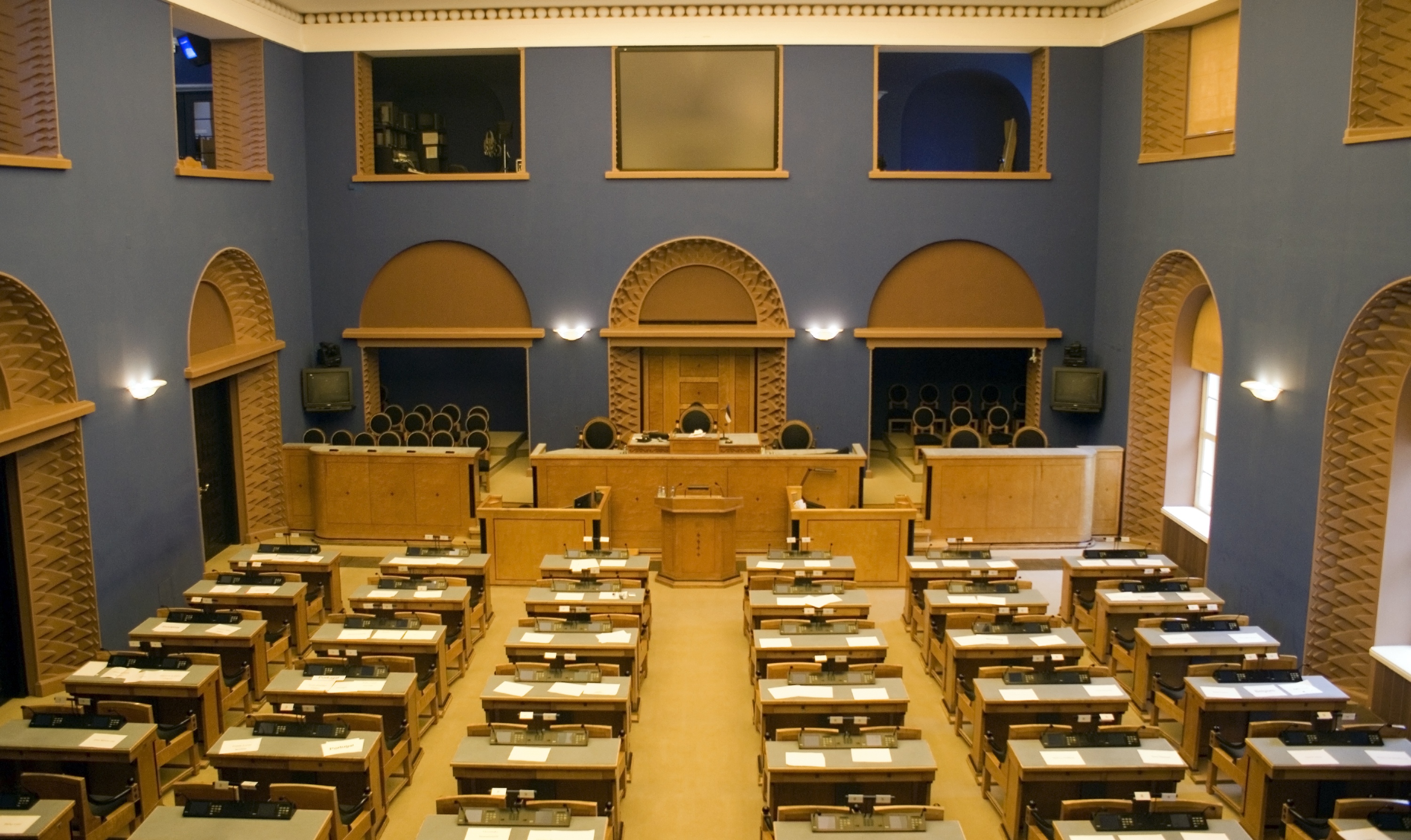
البرلمان

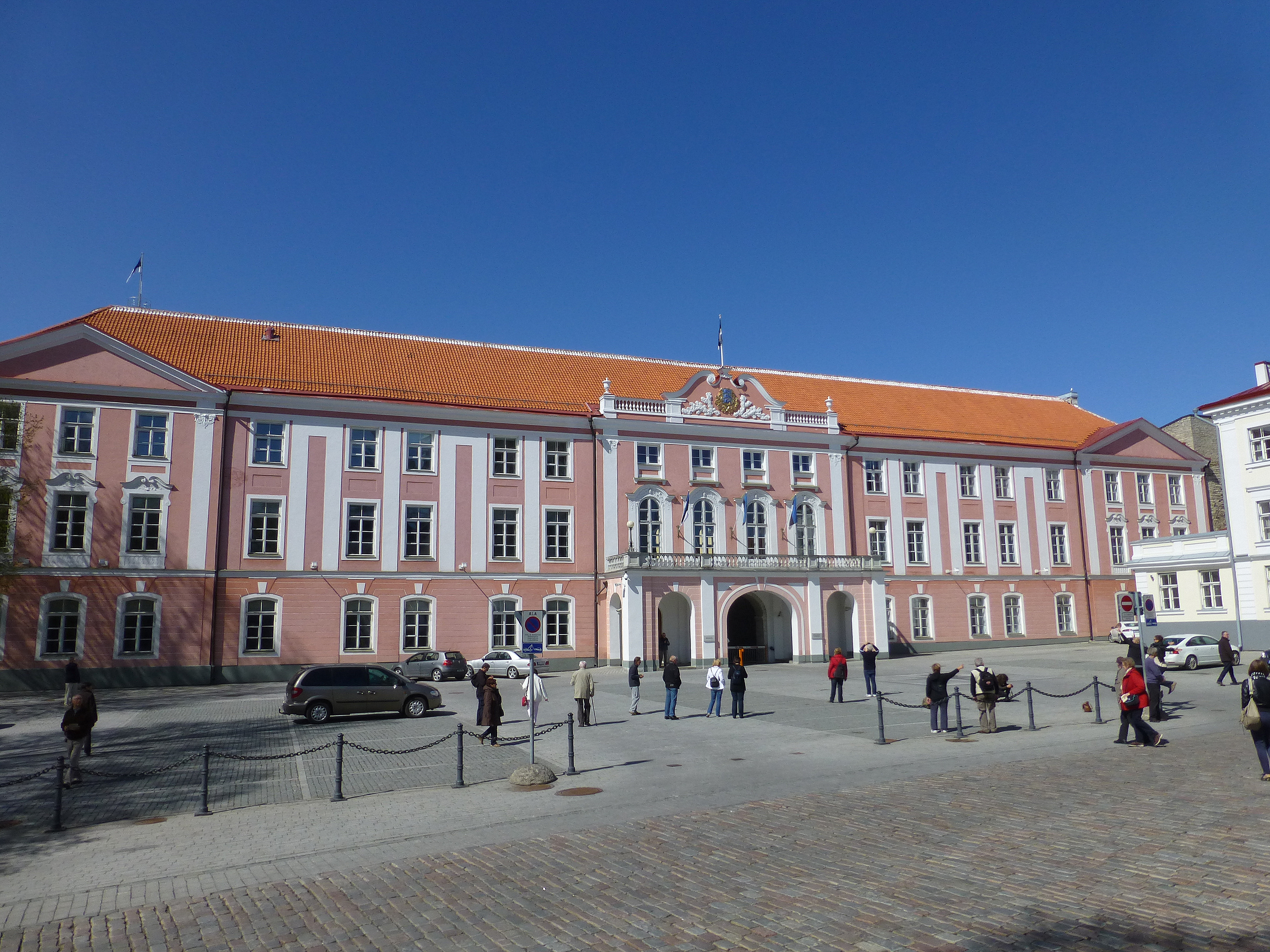
مبنى البرلمان في قلعة Toompea: مقر البرلمان.

خطة الجلوس الحالية
EKRE: 19 مقعدًا
Isamaa: 12 مقعدًا
Reform: 34 مقعدًا
Centre: 25 مقعدًا
SDE: 10 مقعدًا
Independent: 1 مقعد واحد
مقاعد خالية

- الحزب الديمقراطي الاجتماعي في إستونيا 11
  - زعيم الحزب: إندريك سار

## هيكل الهيئات التشريعية السابقة

### البرلمان الإستوني 1992-1995
| 29     | 17         | 15             | 12                                   | 10           | 8   | 8       | 1      | 1   |
| Isamaa | Safe Home ‏ | Popular Front ‏ | الحزب الديمقراطي الاجتماعي (إستونيا) | Independence | ERP | Citizen | Greens | EEE |

### البرلمان الإستوني 1995-1999
| 41                | 19                   | 16                              | 8             | 6         | 6    | 5     |
| Coalition/Country | حزب الإصلاح الإستوني | [[حزب الوسط الإستوني\|{{لون]]}} | RKEI and ERSP | Moderates | Home | Right |

### البرلمان الإستوني 1999-2003
| 28                              | 18                            | 18                   | 17                                   | 7         | 7       | 6      |
| [[حزب الوسط الإستوني\|{{لون]]}} | [[Res Publica\|Res Publica]] ‏ | حزب الإصلاح الإستوني | الحزب الديمقراطي الاجتماعي (إستونيا) | Coalition | Country | United |

### البرلمان الإستوني 2003-2007
| 28                              | 28                            | 19                   | 13                                  | 7                           | 6                                    |
| [[حزب الوسط الإستوني\|{{لون]]}} | [[Res Publica\|Res Publica]] ‏ | حزب الإصلاح الإستوني | [[People's Union\|People's Union]] ‏ | [[Pro Patria\|Pro Patria]] ‏ | الحزب الديمقراطي الاجتماعي (إستونيا) |

### البرلمان الإستوني 2007-2011
| 31                   | 29                              | 19  | 10                                   | 6      | 6                                   |
| حزب الإصلاح الإستوني | [[حزب الوسط الإستوني\|{{لون]]}} | IRL | الحزب الديمقراطي الاجتماعي (إستونيا) | Greens | [[People's Union\|People's Union]] ‏ |

### البرلمان الإستوني 2011-2015
| 33                   | 26                              | 23  | 19                                   |
| حزب الإصلاح الإستوني | [[حزب الوسط الإستوني\|{{لون]]}} | IRL | الحزب الديمقراطي الاجتماعي (إستونيا) |

### البرلمان الإستوني 2015-2019
| 30                   | 27                              | 15                                   | 14  | 8   | 7    |
| حزب الإصلاح الإستوني | [[حزب الوسط الإستوني\|{{لون]]}} | الحزب الديمقراطي الاجتماعي (إستونيا) | IRL | EVA | EKRE |

### البرلمان الإستوني 2019-حتى الآن
| 34                   | 26                              | 19   | 12     | 10                                   |
| حزب الإصلاح الإستوني | [[حزب الوسط الإستوني\|{{لون]]}} | EKRE | Isamaa | الحزب الديمقراطي الاجتماعي (إستونيا) |

## رؤساء البرلمان
راتب رئيس البرلمان هو 5,288 يورو شهريا.

### 1921-1937
| الاسم          | الفترة                          | الهيئة التشريعية            |
| -------------- | ------------------------------- | --------------------------- |
| أوتو ستراندمان | 4 يناير 1921 – 18 نوفمبر 1921   | الأولى                      |
| Juhan Kukk     | 18 نوفمبر 1921 – 20 نوفمبر 1922 | الأولى                      |
| قسطنطين باتس   | 20 نوفمبر 1922 – 7 يونيو 1923   | الأولى                      |
| Jaan Tõnisson  | 7 يونيو 1923 – 27 مايو 1925     | الثانية                     |
| أغسطس ري       | 9 يونيو 1925 – 22 يونيو 1926    | الثانية                     |
| كاريل إينبالو  | 22 يونيو 1926 – 19 يوليو 1932   | الثالثة - الرابعة - الخامسة |
| Jaan Tõnisson  | 19 يوليو 1932 – 18 مايو 1933    | الخامسة                     |
| كاريل إينبالو  | 18 مايو 1933 – 29 أغسطس 1934    | الخامسة                     |
| رودولف بينو    | 28 سبتمبر 1934 – 31 ديسمبر 1937 | الخامسة                     |

### رئيس Riigivolikogu (الغرفة السفلى)
| الاسم       | الفترة                         | الهيئة التشريعية |
| ----------- | ------------------------------ | ---------------- |
| Jüri Uluots | 21 أبريل 1938 – 12 أكتوبر 1939 | السادسة          |
| Otto Pukk   | 17 أكتوبر 1939 – 5 يوليو 1940  | السادسة          |
| أرنولد فيمر | 21 يوليو 1940 – 25 أغسطس 1940  |                  |

### رئيس Riiginõukogu (الغرفة العليا)
| الاسم       | الفترة                       | الهيئة التشريعية |
| ----------- | ---------------------------- | ---------------- |
| Mihkel Pung | 21 أبريل 1938 – 5 يوليو 1940 | السادسة          |

### رئيس المجلس الأعلى (1990-1992)
| اسم         | فترة                       |
| ----------- | -------------------------- |
| أرنولد روتل | 29 مارس 1990-5 أكتوبر 1992 |

### منذ عام 1992
| الاسم         | الفترة                               | الهيئة التشريعية        |
| ------------- | ------------------------------------ | ----------------------- |
| Ülo Nugis     | 21 أكتوبر 1992 – 21 مارس 1995        | السابعة                 |
| Toomas Savi   | 21 مارس 1995 – 31 مارس 2003          | الثامنة - التاسعة       |
| Ene Ergma     | 31 مارس 2003 – 23 مارس 2006          | العاشرة                 |
| Toomas Varek  | 23 مارس 2006-2 أبريل 2007            | العاشرة                 |
| Ene Ergma     | 2 أبريل / نيسان 2007 – 20 مارس, 2014 | الحادي عشر - الثاني عشر |
| إيكي نيستور   | مارس 20, 2014-أبريل 4, 2019          | الثاني عشر - الثالث عشر |
| Henn Põlluaas | 4 أبريل 2019 - 18 مارس 2021          | الرابع عشر              |
| Jüri Ratas    | 18 مارس 2021                         | الرابع عشر              |

## وصلات خارجية
- باللغة الإستونية الموقع الرسمي
- باللغة الإنجليزية Riigikogu's website
- باللغة الإنجليزية Riigkogu's election law